# Ålems distrikt
Ålems distrikt är ett distrikt i Mönsterås kommun och Kalmar län. 
Distriktet ligger i södra delen av kommunen, vid kusten. 

## Tidigare administrativ tillhörighet
Distriktet inrättades 2016 och utgörs av socknen Ålem i Mönsterås kommun.
Området motsvarar den omfattning Ålems församling hade 1999/2000.